# Moriggia (famiglia)
I Moriggia chiamati anche "Moriggi", "Morigi", "Morigia" in latino "De Morigiis" sono un'antica e illustre casata lombarda. Appartengono al patriziato milanese e nel corso dei secoli si sono imparentati con altre importanti casate tra cui quella dei Besozzi, quella dei Melzi, quella dei Cattaneo, quella dei Castelli, quella degli Acciaiuoli, quella dei Porro, quella dei Pusterla, quella degli Archinto, quella dei Biumi, quella dei Crivelli e quella dei Visconti dei quali furono inoltre dei sostenitori e dei collaboratori per secoli.

Nei secoli ebbero numerosi possedimenti e una forte influenza sui territori centro-settentrionali del lago Maggiore conosciuti anche come "Terre Morigie". Riguardo alla famiglia Moriggia, il noto giornalista e storico novarese Nino Bazzetta de Vemenia ha affermato:
(Nino Bazzetta de Vemenia, Guida del Lago Maggiore, Milano 1931)

## Storia

### Origini

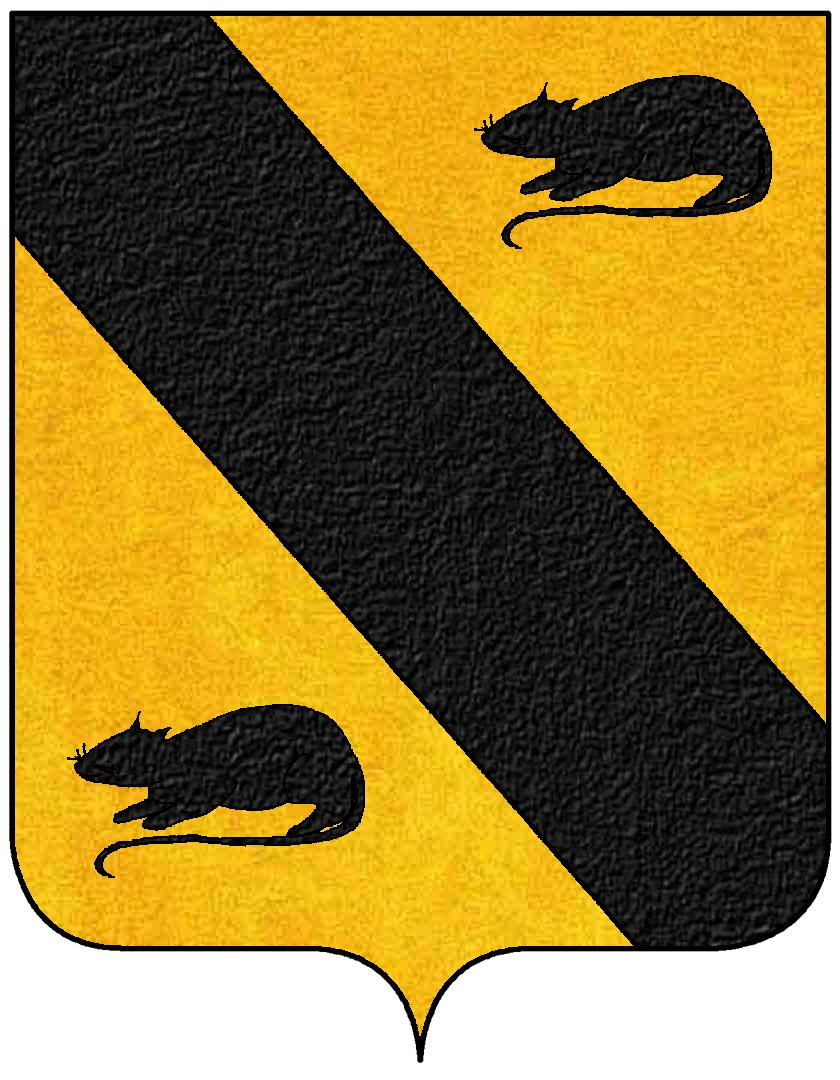
Stemma originale dei Morigi

La famiglia Moriggia, appartenente al nuovo patriziato milanese, è originaria del territorio di Milano e del lago Maggiore. Nel corso dei secoli il casato si è diffuso anche a Verona, Vicenza, Modena, Venezia, Ravenna, Pavia, Ferrara ove i suoi rappresentanti hanno ricoperto ruoli importanti.
Il cognome Moriggia potrebbe derivare dal latino muricula che significa topolino, questo spiegherebbe una delle armi di famiglia dove vengono rappresentati due topolini neri divisi da una banda nera di sfondo giallo.

### Ascesa
A Milano la famiglia Moriggia nel XVI secolo risiedeva nel Palazzo Moriggia in stile barocco (oggi Museo Poldi Pezzoli) in corso del giardino (oggi via Manzoni). Altri palazzi milanesi della famiglia Moriggia sono Palazzo Moriggia in via Borgonuovo, ora sede del museo del Risorgimento, che venne acquistato da don Giovanni Moriggia Dalla Porta, e Casa dei Morigi in via Moriggia (ora via Morigi) il quale ha dato il nome a quel quartiere che in epoca risorgimentale si chiamava Contrada dei Morigi.
Un Giovanni Moriggia di Milano fu fatto podestà di Ravenna, quivi spostò la sua famiglia; alla sua morte gli succedette il figlio Lorenzo Moriggia. Un Acerbo Moriggia invece fu fatto console di Lodi durante la signoria di Federico Barbarossa. Un altro Moriggia invece spostatosi a Venezia venne nominato Gran Cancelliere di quella Repubblica.
La famiglia Moriggia inoltre ha posseduto la signoria di Trino in Piemonte e di Monza in Lombardia. La famiglia Moriggia ha avuto nel corso dei secoli numerosi possedimenti anche sul lago Maggiore come il feudo di San Martino, delle degagnane di San Maurizio, di Oggebbio, di Vogogna, di Cossogno e il feudo della Valtravaglia che gli fu assegnato nel 1694 dai Visconti; l'insieme di queste terre sono note anche come terre "Morigie". Nel 1388 inoltre la famiglia Moriggia viene inserita da Giovanni Galeazzo Visconti nel consiglio dei CDC nobili.

## Personaggi illustri
- Jacopo Antonio Morigia, (1663-1708). Cardinale di Santa Romana Chiesa, fu Arcivescovo metropolita di Firenze e Vescovo di Pavia. Il cardinale Morigia fu vicino alla famiglia Medici. Il 20 maggio 1674 Cosimo III de' Medici lo chiamò per ricoprire la carica di teologo di corte. L'anno seguente accettò inoltre di divenire precettore di Ferdinando, primogenito di Cosimo III[30].
- Giacomo Antonio Morigia, fondatore e primo preposto generale dell'ordine dei barnabiti.
- Giovanni Moriggi vescovo di Cagli in Umbria 1172;
- Giovanni Moriggia arciprete di Monza e ambasciatore di Galeazzo Visconti a Parma e a Roma;
- Giovanni Morigia signore di Monza e capo dei Guelfi nel 1322.[31]
- Beata Caterina Moriggi fondatrice del monastero del Sacro Monte a Varese;
- Paolo Morigia storico e gesuita.
- Giovanni Moriggia pittore di Caravaggio.
- Bonincontro Morigia è stato un politico, storico e condottiero di Monza. È stato un grande sostenitore della famiglia Visconti come tutta la sua famiglia.
- Conte Camillo Morigia architetto di Ravenna, tra le sue opere più importanti vi è la tomba monumentale di Dante Alighieri. Derivava dal ramo dei Moriggia di Milano che si erano spostanti a Ravenna per svolgere il ruolo di podestà.
- Aliprando Moriggia medico di Pallanza.
- Alberto Morigia predicatore e beato italiano[32].
- Agostino Morigia nobile e beato italiano[32].
- Giovanni Ambrogio Morigia vescovo di Ventimiglia e prefetto delle biblioteche vaticane.
- Alessandro Moriggia è stato un banchiere italiano capo della regia Zecca, tesoriere del luogo Pio Monte Angelico e amministratore dei beni dei conti Taverna e di altre nobili famiglie. Con il testamento del 9 settembre 1627 nominò erede il Consorzio della Misericordia, lasciando un patrimonio comprendente cinque case con un’ampia possessione a Landriano e una casa a Milano presso Porta Nuova.
- Giuseppe Moriggia è stato un industriale e politico italiano. Fondò alla fine del '800 l'azienda omonima, produttrice di piastrelle in stile liberty e pavimenti, con 5 stabilimenti in Italia. Nel maggio del 1920 viene nominato Cavaliere dell'ordine della Corona d'Italia su proposta del Presidente del Consiglio.[33]
- Nazario Muricula, chierico e presbitero milanese, primicerio della Cattedrale di Milano.[34][35][36]

## Palazzi, ville e castelli

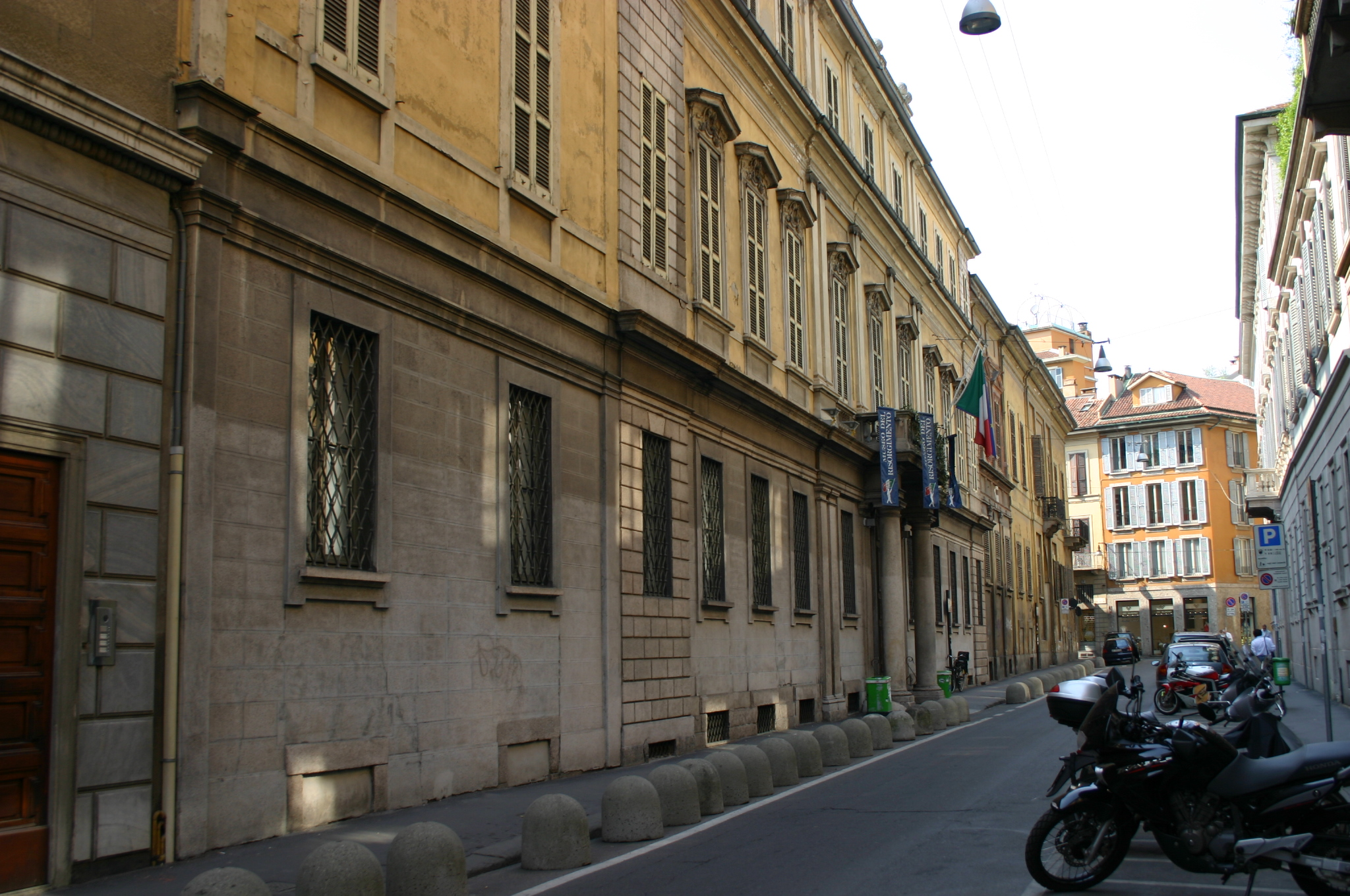
Palazzo Moriggia in via Borgonuovo.

- Palazzo Moriggia in via Borgonuovo (Milano, zona Brera);
- Casa dei Morigi in via Morigi, oggi residenza privata;
- Castello di Frino residenza dei Moriggi presso il lago Maggiore, oggi divenuto un albergo;
- Palazzo Moriggia a Verbania in via Sasselo 3;[37]
- Villa Moriggia a Calco Superiore, in stile barocco;
- Villa Moriggia che si ergeva in Parabiago oggi inesistente. I Moriggia ottennero da Venceslao il privilegio assoluto di irrigare i loro possedimenti in Parabiago con l'acqua del fiume Olona;
- Palazzo Moriggia dalla Porta in Via Manzoni a Milano, in stile barocco, oggi Museo Poldi Pezzoli;
- Palazzo Morigia in via Moriggia a Monza. Nel palazzo ha vissuto la famiglia di Bonincontro Morigia storico, politico, condottiero;
- Villa Raffi-Morigi edificata nel 500 a San Patrizio;
- Casa Ghigi a Ravenna era abitata dai Moriggi fino al 1700 circa;
- Collegio Morigi a Piacenza.
- Palazzo Moriggia, oggi Palazzo Castelli a Parabiago;
- Castello di Masnago;
- Casa Morigia, residenza dei feudatari di Suna e Rovegro a Pallanza[38];
- Casa delle Aie, Milano Marittima, costruita dall'architetto Camillo Morigia,
- Villa Moriggia-Cadorna a Ispra, rimanente soltanto il giardino.
- Casa Monaldini-Morigia, residenza del Conte Camillo Morigia;[39]
- Casa Moriggia a Cinisello Balsamo: l'edificio sorgeva in via Sant'Antonio 8 e si elevava per tre piani fuori terra, contando un numero complessivo di trentadue ambienti. In questa dimora soggiornò per due volte Andrea Appiani ospite di Massimiliano Moriggia;
- Casa Moriggia, oggi De Laiti, palazzo appartenuto alla famiglia Moriggia in stile tardo-gotico a Pallanza;[40][41]
- Casa Moriggia, palazzo del XV secolo ubicato a Pallanza in via Cetti 14;[42]

## Monumenti e opere della famiglia
- Monastero della Madonna del Monte del Sacro Monte sopra Varese
- Chiesa di San Bernardino (Lago Maggiore)
- Monastero di San Bernardino (Lago Maggiore)